# Giardino dell'Iris

Il giardino dell'Iris è un'area verde al quale si accede dal lato est di piazzale Michelangelo a Firenze. 

## Storia e descrizione

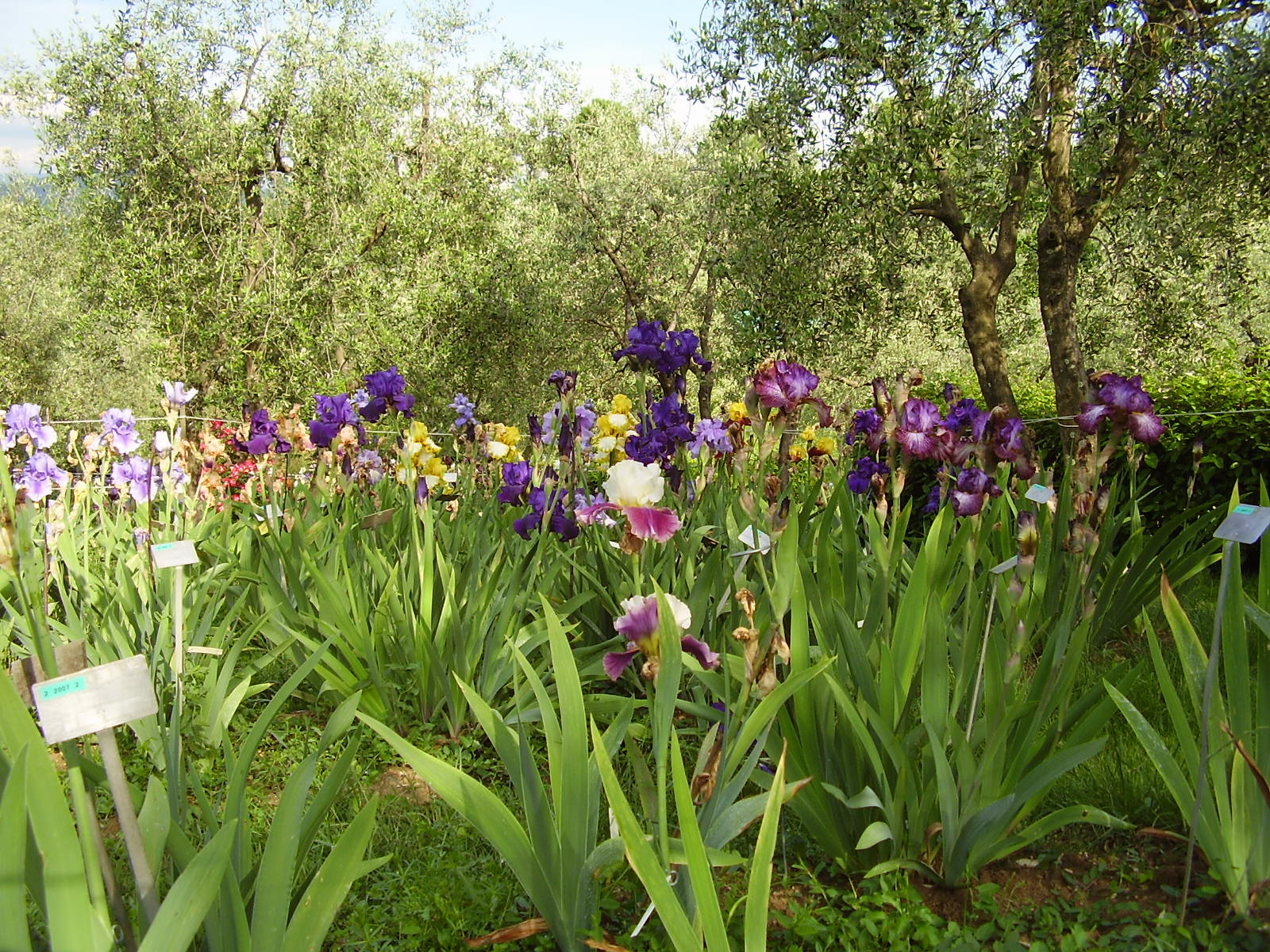
Gli iris in competizione

Appartiene alla Società italiana dell'iris, un'associazione per la promozione di questo fiore. Annualmente viene organizzato un concorso internazionale di coltivazione di iris (un fiore simile al giglio e al giaggiolo), che ha come scopo quello di riuscire, attraverso incroci e combinazioni di floricoltura, ad ottenere un giglio coltivabile che abbia il colore scarlatto di quello rappresentato nello stemma di Firenze. Questo fiore cresce infatti in natura nei colori viola e bianco, mentre più raramente si ottengono altri colori, come il rosa carnicino o il giallo.
La storia dello stemma nasce infatti dal ribaltamento dei colori (da bianco su sfondo rosso a rosso su sfondo bianco) che si ebbe quando furono scacciati i ghibellini dalla città nel medioevo e i guelfi assunsero il governo cittadino. I ghibellini avevano infatti nello stemma il giglio bianco, molto diffuso nella campagna toscana, mentre i guelfi adottarono l'opposto giglio rosso, che non esisteva in natura.
Nonostante gli sforzi non si è ancora riusciti ad ottenere la tonalità desiderata. Ogni anno vengono mostrati i nuovi esemplari e vengono premiate alcune caratteristiche come la robustezza, la bellezza e naturalmente il colore. 
Nel giardino oltre alle piante in gara dell'anno in corso, sono conservati anche tutti gli esemplari premiati negli anni passati, fin dalla prima premiazione (il cosiddetto Premio Firenze) del 1957.
È aperto al pubblico solo nei mesi di aprile/maggio.